# Márcio Araújo
Márcio Araújo, född 12 oktober 1973 i Fortaleza, är en brasiliansk beachvolleybollspelare.
Araújo blev olympisk silvermedaljör i beachvolleyboll vid sommarspelen 2008 i Peking.